# Clive Bell
Arthur Clive Heward Bell (Great Shefford, 16 de setembre de 1881 - Londres, 17 de setembre de 1964) va ser un crític d'art anglès.
Va estudiar a la Universitat de Cambridge i el 1907 es va casar amb Vanessa Stephen, germana de Virginia Woolf. Al costat del seu concunyat Leonard Woolf i Roger Eliot Fry, van formar la base del Grup de Bloomsbury. Els seus conceptes estètics més importants van ser publicats al llibre Art de 1914 i a Since Cézanne de 1922, al qual va promoure la seva teoria denominada amb el terme «significant form», que descriu la qualitat distintiva de les obres d'art a altres objectes. La seva argumentació «que l'apreciació artística implica una resposta emocional a qualitats sols formals, independents del contingut», va ser molt influent durant algunes dècades.

## Obres
- Art (1914)
- Since Cézanne (1922)
- Civilization (1928)
- Proust (1929)
- An Account of French Painting (1931)
- Old Friends (1956)